# Grand Prix Belgii 1972
Grand Prix Belgii 1972 (oryg. Grand Prix de Belgique) – 5. runda Mistrzostw Świata Formuły 1 w sezonie 1972, która odbyła się 4 czerwca 1972, po raz 1. na torze Nivelles-Baulers.
30. Grand Prix Belgii, 19. zaliczane do Mistrzostw Świata Formuły 1.

## Klasyfikacja
| Legenda oznaczeń w tabelach wyników Wyświetl szablon na nowej stronie | Legenda oznaczeń w tabelach wyników Wyświetl szablon na nowej stronie                                                                     |
| Oznaczenie                                                            | Wyjaśnienie |
| --------------------------------------------------------------------- | --- |
| Złoty                                                                 | Zwycięzca lub mistrzostwo |
| Srebrny                                                               | 2. miejsce lub wicemistrzostwo |
| Brązowy                                                               | 3. miejsce lub II wicemistrzostwo |
| Zielony                                                               | Ukończył, punktował (w klasyfikacji generalnej, gdy zdobył co najmniej jeden punkt na przestrzeni sezonu, poza trzema powyższymi opcjami) |
| Niebieski                                                             | Ukończył, nie punktował (w klasyfikacji generalnej, gdy nie zdobył co najmniej jednego punktu na przestrzeni sezonu)                      |
| Czerwony                                                              | Nie zakwalifikował się (NZ) |
| Czerwony                                                              | Nie prekwalifikował się (NPK) |
| Różowy                                                                | Nie ukończył (NU) |
| Różowy                                                                | Niesklasyfikowany (NS) (w klasyfikacji generalnej, gdy nie został sklasyfikowany w żadnym wyścigu sezonu)                                 |
| Czarny                                                                | Zdyskwalifikowany (DK) |
| Czarny                                                                | Wykluczony (WYK/EX) |
| Biały                                                                 | Nie wystartował (NW) |
| Biały                                                                 | Kontuzjowany (K/INJ) |
| Biały                                                                 | Wyścig odwołany (OD/C) |
| Bez koloru                                                            | Został wycofany (WYC/WD) |
| Bez koloru                                                            | Nie przybył (NP/DNA) |
| Bez koloru                                                            | Nie brał udziału w treningach (NT/DNP) |
| Bez koloru                                                            | Nie został zgłoszony (–) |
| Pogrubienie                                                           | Start z pole position |
| Kursywa                                                               | Najszybsze okrążenie wyścigu |
| †                                                                     | Nie ukończył, ale jego rezultat został zaliczony ze względu na przejechanie więcej niż 90% dystansu wyścigu.                              |
| *                                                                     | Sezon w trakcie |
| 1/2/3                                                                 | Punktowana pozycja w sprincie kwalifikacyjnym                                                                                             |
| Lista systemów punktacji Formuły 1                                    | |

| Poz. | Nr. | Kierowca             | Konstruktor  | Okrążeń | Czas/powód NU      | Poz. start. | Punktów |
| ---- | --- | -------------------- | ------------ | ------- | ------------------ | ----------- | ------- |
| 1    | 32  | Emerson Fittipaldi   | Lotus-Ford   | 85      | 1:44:07.3          | 1           | 9       |
| 2    | 8   | François Cevert      | Tyrrell-Ford | 85      | 26.6               | 5           | 6       |
| 3    | 9   | Denny Hulme          | McLaren-Ford | 85      | 58.1               | 3           | 4       |
| 4    | 34  | Mike Hailwood        | Surtees-Ford | 85      | + 1:12.0           | 8           | 3       |
| 5    | 16  | Carlos Pace          | March-Ford   | 84      | + 1 okrążenie      | 11          | 2       |
| 6    | 5   | Chris Amon           | Matra        | 84      | + 1 okrążenie      | 13          | 1       |
| 7    | 10  | Peter Revson         | McLaren-Ford | 83      | + 2 okrążenia      | 7           |         |
| 8    | 25  | Howden Ganley        | BRM          | 83      | + 2 okrążenia      | 15          |         |
| 9    | 11  | Ronnie Peterson      | March-Ford   | 83      | + 2 okrążenia      | 14          |         |
| 10   | 27  | Helmut Marko         | BRM          | 83      | + 2 okrążenia      | 23          |         |
| 11   | 6   | Rolf Stommelen       | March-Ford   | 83      | + 2 okrążenia      | 20          |         |
| 12   | 12  | Niki Lauda           | March-Ford   | 82      | + 3 okrążenia      | 25          |         |
| 13   | 19  | Carlos Reutemann     | Brabham-Ford | 81      | + 4 okrążenia      | 9           |         |
| 14   | 33  | Dave Walker          | Lotus-Ford   | 79      | + 6 okrążeń        | 12          |         |
| NU   | 17  | Graham Hill          | Brabham-Ford | 73      | Zawieszenie        | 16          |         |
| NS   | 15  | Henri Pescarolo      | March-Ford   | 59      | Nie sklasyfikowany | 19          |         |
| NU   | 30  | Clay Regazzoni       | Ferrari      | 57      | Wypadek            | 2           |         |
| NU   | 36  | Andrea de Adamich    | Surtees-Ford | 55      | Silnik             | 10          |         |
| NU   | 22  | Nanni Galli          | Tecno        | 54      | Wypadek            | 24          |         |
| NU   | 29  | Jacky Ickx           | Ferrari      | 47      | Wtrysk paliwa      | 4           |         |
| NU   | 14  | Mike Beuttler        | March-Ford   | 31      | Wał prz. napędu    | 22          |         |
| NU   | 18  | Wilson Fittipaldi    | Brabham-Ford | 28      | Skrz. biegów       | 18          |         |
| NU   | 24  | Peter Gethin         | BRM          | 27      | Pompa paliwa       | 17          |         |
| NU   | 23  | Jean-Pierre Beltoise | BRM          | 15      | Przegrzanie        | 6           |         |
| NU   | 35  | Tim Schenken         | Surtees-Ford | 11      | Przegrzanie        | 21          |         |